# آرتور گاردنر (بازیکن فوتبال)
آرتور گاردنر (انگلیسی: Arthur Gardner؛ ژانویه ۱۸۷۸ – تاریخ ورودی نامعتبر است) بازیکن فوتبال اهل بریتانیا بود.
از باشگاه‌هایی که در آن بازی کرده‌است می‌توان به باشگاه فوتبال بیرمنگام سیتی اشاره کرد.